# Mexicana Universal Colima
Mexicana Universal Colima (hasta 2016 llamado Nuestra Belleza Colima) es un concurso a nivel estatal en el estado Colima, México, que selecciona a la representante estatal rumbo al certamen nacional Mexicana Universal (antes llamado Nuestra Belleza México), aspirando así a representar al país a nivel internacional en alguna de las plataformas que se ofrecen.
La organización estatal ha logrado los siguientes resultados desde 1994:
- Ganadoras:4  (2006, 2017, 2021, 2022)
- 2.ª Finalista: 1 (2014)
- 3.ª Finalista: 2 (2007, 2018)
- Top 5/6: 1 (1994)
- Top 10/11/12: 1 (2019)
- Top 15/16: 4 (1995, 1997, 2015, 2016)
- Top 20/21: 1 (2000)
- Sin clasificación: 11 (1996, 1998, 1999, 2001, 2002, 2003, 2008, 2009, 2011, 2012, 2013)
- Ausencias: 2 (2004, 2005)

#### Reinas Nacionales
- Valeria Villanueva - Mexicana Internacional 2023
- Itzia García - Mexicana Internacional 2022
- Andrea Toscano - Mexicana Internacional 2019 (Designada)
- Andrea Toscano - Mexicana Universal 2018
- Lorena Sevilla - Nuestra Belleza Internacional México 2015 (Designada)
- Denisse Guzmán - Miss Costa Maya México 1999 (Designada)

#### Reinas Internacionales
- Carolina Morán - Miss Mundo Américas 2007
- Denisse Guzmán - Miss Costa Maya International 1999

## Reinas Titulares
A continuación se presentan los nombres de las ganadoras anuales de Mexicana Universal Colima, enumeradas en orden ascendente, así como los resultados obtenidos durante el certamen nacional de Mexicana Universal. Así mismo se destacan en algún color las reinas estatales que representaron al país en alguna franquicia actual o que tuvo la organización nacional a través de los años.
| Franquicias actuales: - Compitió en Miss International. - Compitió en Miss Grand International. - Compitió en Miss Charm. - Compitió en Reina Hispanoamericana. - Compitió en Miss Orb International. - Compitió en Nuestra Latinoamericana Universal. | Antiguas franquicias: - Compitió en Miss Universe. - Compitió en Miss World. - Compitió en Miss Continente Americano. - Compitió en Miss Costa Maya International. - Compitió en Miss Atlántico Internacional. - Compitió en Miss Verano Viña del Mar. - Compitió en Reina de la Atlantida. - Compitió en Reina Internacional del Café. - Compitió en Reina Internacional de las Flores. - Compitió en Señorita Continente Americano. - Compitió en Nuestra Belleza Internacional. |

| Año                                                                     | Reina Titular                                                                           | Originaria                                                                              | Clasificación                                                                           | Premio Especial                                                                         | Notas |
| 2025                                                                    |                                                                                         |                                                                                         |                                                                                         |                                                                                         | |
| 2024                                                                    | Debido a cambios en las fechas del certamen nacional, no hubo elección estatal este año | Debido a cambios en las fechas del certamen nacional, no hubo elección estatal este año | Debido a cambios en las fechas del certamen nacional, no hubo elección estatal este año | Debido a cambios en las fechas del certamen nacional, no hubo elección estatal este año | Debido a cambios en las fechas del certamen nacional, no hubo elección estatal este año                                                                  |
| 2023                                                                    | Fernanda Rincón Pérez                                                                   | Manzanillo                                                                              | Por Competir                                                                            |                                                                                         | - Hija de Martha Pérez Nuestra Belleza Colima 1995 |
| 2022                                                                    | Valeria López Villanueva                                                                | Manzanillo                                                                              | Mexicana Internacional                                                                  | -                                                                                       | - Compitió en Miss Internacional 2024 - Teen Universe México 2015 - Teen Universe Colima 2015                                                            |
| 2021                                                                    | Itzia Margarita García Jiménez                                                          | Manzanillo                                                                              | Mexicana Internacional                                                                  | -                                                                                       | - Top 7 en Miss Internacional 2023 |
| 2020                                                                    | Debido a la contingencia por la pandemia Covid-19, no hubo elección estatal este año    | Debido a la contingencia por la pandemia Covid-19, no hubo elección estatal este año    | Debido a la contingencia por la pandemia Covid-19, no hubo elección estatal este año    | Debido a la contingencia por la pandemia Covid-19, no hubo elección estatal este año    | Debido a la contingencia por la pandemia Covid-19, no hubo elección estatal este año                                                                     |
| 2019                                                                    | Ivonne Lizeth Barocio Sandoval                                                          | Villa de Álvarez                                                                        | Top 10                                                                                  | Camino al Éxito                                                                         | - |
| 2018                                                                    | Ángela Margarita Delgado Hernández                                                      | Tecomán                                                                                 | 3.ª Finalista                                                                           | -                                                                                       | - |
| 2017                                                                    | Andrea Isabel Toscano Ramírez                                                           | Manzanillo                                                                              | Mexicana Universal                                                                      | Personalidad Fraiche Mejor Traje Típico                                                 | - 1.ª Finalista en Miss Internacional 2019 - Mexicana Internacional 2019 - Compitió en Miss Universo 2018                                                |
| Hasta el año 2016 el titulo estatal fue nombrado Nuestra Belleza Colima |                                                                                         |                                                                                         |                                                                                         |                                                                                         | |
| 2016                                                                    | Margarita Magaña Vega                                                                   | Colima                                                                                  | Top 15                                                                                  | Miss Top Model                                                                          | - |
| 2015                                                                    | Giovanna Salazar García                                                                 | Villa de Álvarez                                                                        | Top 15                                                                                  | -                                                                                       | - |
| 2014                                                                    | Lorena Marlene Sevilla Mesina                                                           | Colima                                                                                  | 2.ª Finalista                                                                           | Miss Talento                                                                            | - 3.ª Finalista en Miss Universe Mexico 2024 - Miss Universe Colima 2024 - Top 10 en Miss Internacional 2015 - Nuestra Belleza Internacional México 2015 |
| 2013                                                                    | Karen Estefanía Arceo Gallegos                                                          | Colima                                                                                  | -                                                                                       | -                                                                                       | - |
| 2012                                                                    | Mirna Guadalupe Parra Orozco                                                            | Armería                                                                                 | -                                                                                       | -                                                                                       | - Compitió en Reina de la Feria de Todos los Santos Colima 2011 - Reina Armería 2010                                                                     |
| 2011                                                                    | Ana Karen Martínez Salazar                                                              | Manzanillo                                                                              | -                                                                                       | -                                                                                       | - |
| 2010                                                                    | Brenda Geraldine Valencia Madrigal                                                      | Villa de Álvarez                                                                        | No Compitió                                                                             | -                                                                                       | - Reina de la Feria de Todos los Santos Colima 2009 |
| 2009                                                                    | Giannina Giselle Huerta Dueñas                                                          | Villa de Alvarez                                                                        | -                                                                                       | -                                                                                       | - Top 15 en Miss Tourism Queen of the Year International 2010 - Miss Tourism Queen México 2010                                                           |
| 2008                                                                    | Roxana Espinoza Morentin                                                                | Villa de Álvarez                                                                        | -                                                                                       | -                                                                                       | - |
| 2007                                                                    | Irene Chavira Maravilla                                                                 | Manzanillo                                                                              | 3.ª Finalista                                                                           | -                                                                                       | - |
| 2006                                                                    | Carolina Morán Gordillo                                                                 | Manzanillo                                                                              | Nuestra Belleza Mundo México                                                            | Las Reinas Eligen                                                                       | - Miss Mundo Américas 2007 - 2.ª Finalista en Miss Mundo 2007                                                                                            |
| 2005                                                                    | No se envió candidata este año                                                          | No se envió candidata este año                                                          | No se envió candidata este año                                                          | No se envió candidata este año                                                          | No se envió candidata este año |
| 2004                                                                    | No se envió candidata este año                                                          | No se envió candidata este año                                                          | No se envió candidata este año                                                          | No se envió candidata este año                                                          | No se envió candidata este año |
| 2003                                                                    | Karina Gutiérrez Verdugo                                                                | Colima                                                                                  | -                                                                                       | -                                                                                       | - |
| 2002                                                                    | Edith Marisol García Hernández                                                          | Colima                                                                                  | -                                                                                       | -                                                                                       | - |
| 2001                                                                    | Laura Tayde Mancilla Alonso                                                             | Colima                                                                                  | -                                                                                       | -                                                                                       | - |
| 2000                                                                    | Martha Yadira Martínez                                                                  | Colima                                                                                  | Top 20                                                                                  | -                                                                                       | - Top 20 en Nuestra Belleza Mundo México 2000 |
| 1999                                                                    | Marcela Bueno Reyes                                                                     | Colima                                                                                  | -                                                                                       | -                                                                                       | - |
| 1998                                                                    | Denisse Zarahid Guzmán Virgen                                                           | Colima                                                                                  | -                                                                                       | -                                                                                       | - Miss Costa Maya International 1999 - Miss Costa Maya México 1999                                                                                       |
| 1997                                                                    | Karla Ofelia Cortéz Figueroa                                                            | Colima                                                                                  | Top 16                                                                                  | -                                                                                       | - |
| 1996                                                                    | Alma Alicia de la Torre Robledo                                                         | Colima                                                                                  | -                                                                                       | -                                                                                       | - |
| 1995                                                                    | Martha Peréz Rodríguez                                                                  | Colima                                                                                  | Top 16                                                                                  | -                                                                                       | - Madre de Fernanda Rincón Mexicana Universal Colima 2023                                                                                                |
| 1994                                                                    | Gloría Michel Ramírez                                                                   | Colima                                                                                  | Top 6                                                                                   | -                                                                                       | - |

## Concursantes designadas
A partir del año 2000, se abrió la posibilidad de que los estados de la República tuvieran más de una candidata, esto como consecuencia de que algunos estados no enviaran candidatas por alguna razón. Las siguientes concursantes de Colima fueron invitadas a competir en el certamen nacional junto con la reina titular, obteniendo en algunos casos mejores resultados.

| Año  | Reina Titular               | Originaria | Clasificación | Premio Especial | Notas |
| 2001 | María Rosario Meza Anguiano | Colima     | -             | -               | -     |